# بينيت سبرينجز (نيفادا)
بينيت سبرينجز (بالإنجليزية: Bennett Springs)‏ هو مكان مخصص للتعداد السكاني في مقاطعة لينكولن، نيفادا، الولايات المتحدة. اعتبارًا من تعداد 2010 كان عدد سكانها 1322. 

## جغرافية
تقع المنطقة على المنحدرات الغربية لوادي ميدو، غرب طريق الولايات المتحدة 93 [الإنجليزية]، على 7 ميل (11 كـم) جنوب باناكا و 8 ميل (13 كـم) شمال كالينته .
وفقًا لمكتب الإحصاء الأمريكي، تبلغ مساحتها 9.3 كيلومتر مربع (3.6 ميل2)، الإحصائيَّة تشمل جميع الأراضي في المنطقة. 